# チロル＝フォアアールベルク帝国大管区

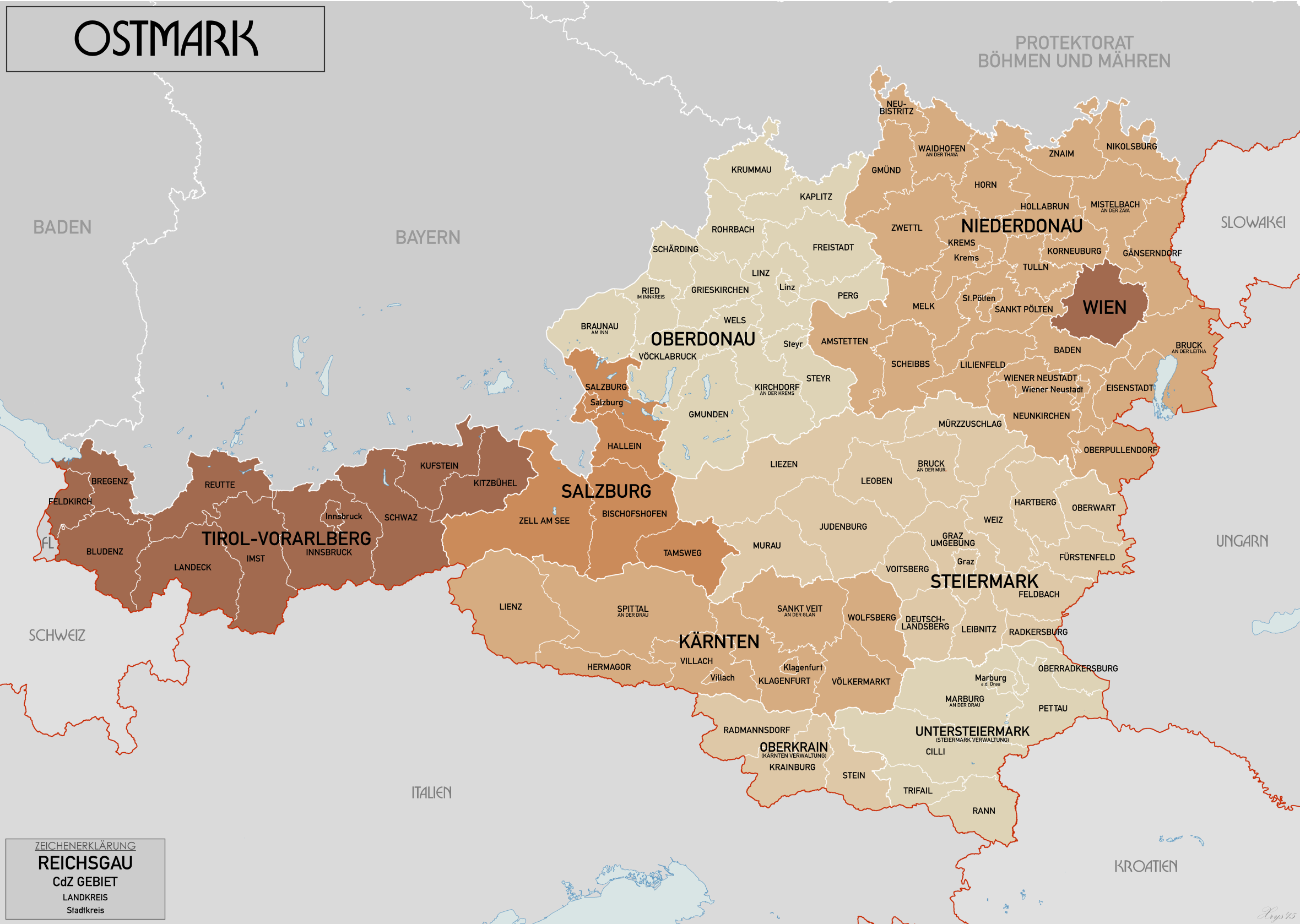
オストマルク帝国大管区群（1941年）：帝国大管区、地方および都市部

チロル＝フォアアールベルク帝国大管区
Reichsgau Tirol-Vorarlberg (ドイツ語)

国の標語: Ein Volk, ein Reich, ein Führer（ドイツ語）
一つの民族、一つの国家、一人の総統国歌: Das Lied der Deutschen（ドイツ語）
世界に冠たるドイツ
党歌: Die Fahne hoch（ドイツ語）
旗を高く掲げよ

ナチス・ドイツの地図

チロル＝フォアアールベルク帝国大管区（ドイツ語: Reichsgau Tirol-Vorarlberg）は、1938年にアンシュルスによりドイツに併合されたオーストリアの領域にナチス・ドイツが置いた7つの帝国大管区の1つである。東チロルを除くチロル州とフォアアールベルク州からなり、大管区都はインスブルックに置かれた。1939年に公布されたオストマルク法に基づいて設置され、1945年まで存続した。1939年から1942年まで、オーストリアの領域に置かれた7つの帝国大管区は総称してオストマルク帝国大管区群と呼ばれていたが、1942年にはさらにオーストリアの印象を薄めるべくドナウ＝アルプス帝国大管区群に改称された。1940年の時点で、チロル＝フォアアールベルク帝国大管区には10の管区（Kreis）、335の地区（Ortsgruppe）、813の細胞（Zell）、4,821の戸口（Block）が置かれていた。
オーストリア・ナチスは、1928年までと1932年以降、チロル＝フォアアールベルク大管区を置いていた。1928年から1932年の間は、チロル州とフォアアールベルク州はザルツブルク州とともに西部大管区（Westgau）を構成していた。1932年にフランツ・ホーファーがインスブルック管区指導者、さらにはチロル大管区指導者に任命され、1933年にオーストリアでナチ党が非合法化された後も、1935年にエドムント・クリストフと交代するまでその座に留まった。クリストフは大管区指導者として1938年3月13日のアンシュルスを迎えたが、党中央からはクリストフは弱腰に過ぎると考えられていた。このため、1938年5月24日にホーファーがチロル＝フォアアールベルクの大管区指導者となった。ホーファーはインスブルックに新築された新庁舎（Neues Landhaus）に席を置き、ウィーンではなくミュンヘンの全国指導者に服属した。州首相（Landhauptmann）に代わる州知事（Regierungspräsident）にはハンス＝ラインハルト・コッホが就任した。1940年9月1日には、ホーファーがチロル＝フォアアールベルク帝国大管区の国家代理官に任命され、1945年まで務めた。大管区指導者代理は1938年にはエドムント・クリストフ、1939年3月から1945年まではヘルベルト・パルゾンであった。
チロル＝フォアアールベルク帝国大管区の範囲は、現在のチロル州北部とフォアアールベルク州にあたる。東チロルは後にケルンテン帝国大管区に編入された。
フォアアールベルクには、以下の管区が置かれた。
- ブレゲンツ管区：管区指導者ハンス・ディートリッヒ（1939年–1945年）
- ドルンビルン管区：管区指導者アントン・プランケンシュタイナー（1939年–1941年）
- ブルーデンツ管区：管区指導者ハンス・ベルナルト（1939年–1941年）およびヴェルンフリート・リヒター（1941年–1945年）